# Mantena
Mantena este un oraș în Minas Gerais (MG), Brazilia.